# Residenzregeln

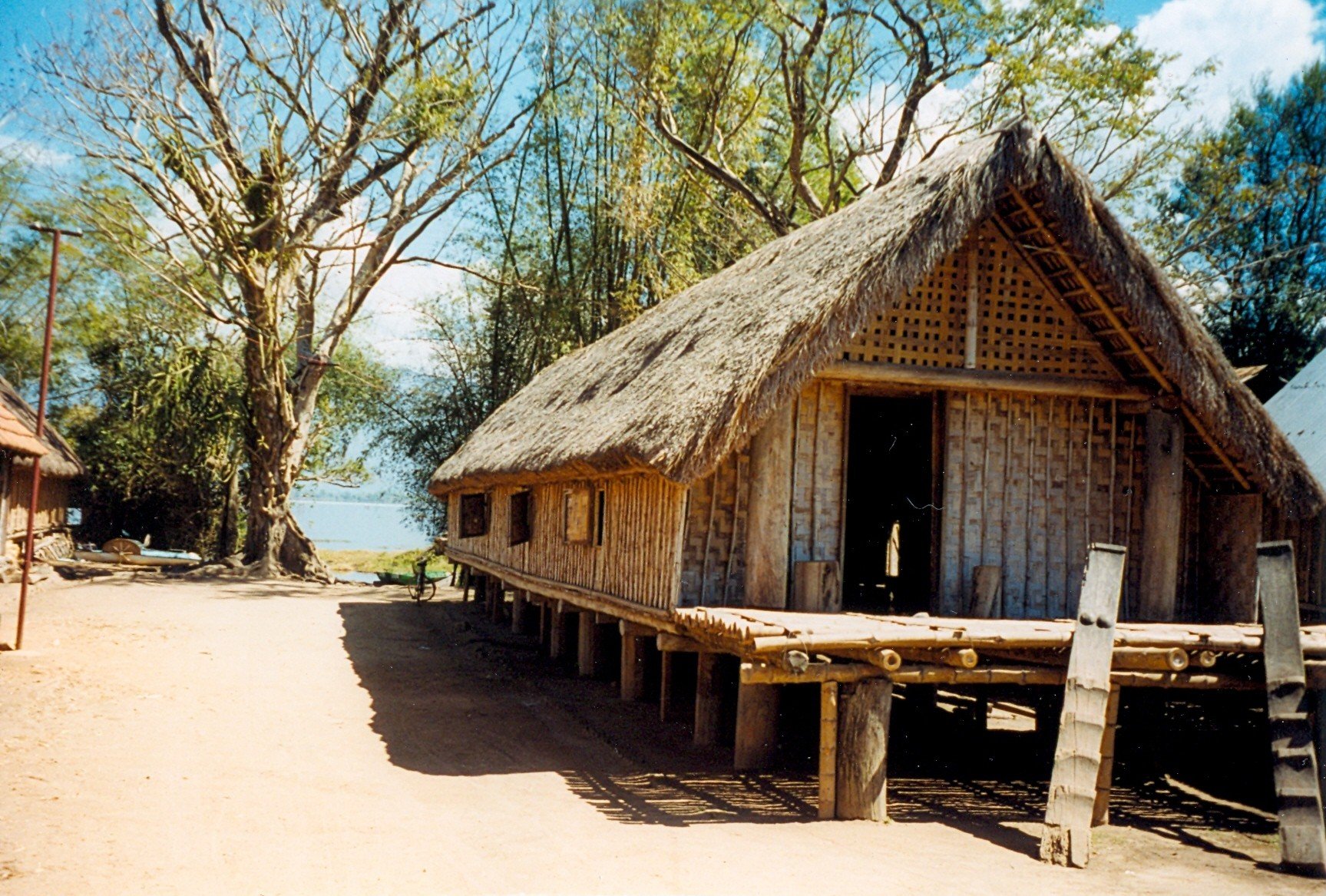
Langhaus der Mnong im Zentralen Hochland (Vietnam 2000)

Residenzregeln (von lateinisch residere „sich niederlassen“), Wohnsitzregeln oder Wohnfolgeordnungen bezeichnen in der Ethnosoziologie diejenigen sozialen Normen, die festlegen, wo ein Ehepaar nach der Heirat seinen Wohnsitz einrichtet, ob und welcher Ehepartner den Wohnort wechseln muss und wohin er zieht. In einer ethnischen Gesellschaft bestimmt die Wohnsitzregel zusammen mit den geltenden Abstammungs- und Heiratsregeln die Verwandtschaftsbeziehungen und Gruppenzugehörigkeiten, beispielsweise zu welchem Haushalt Kinder von Ehepaaren gerechnet werden.
Demgegenüber bezeichnet Residenzmuster die statistische Erfassung dessen, was Ehepaare tatsächlich tun – das kann von ihrer gewohnten Residenzregel abweichen; viele Paare aus traditionellen Ethnien gründen in modernen Städten eigene neue Haushalte (neolokal), obwohl ihre Tradition eine andere Wohnfolgeregel vorgibt.

## Eheliche Wohnfolge

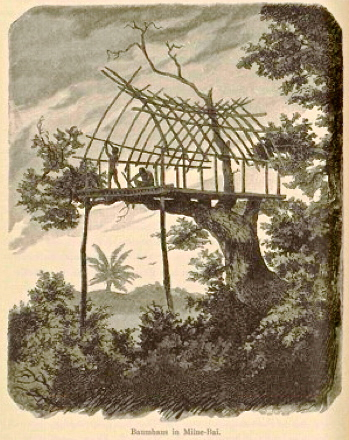
Konstruktion eines Baumhauses in Papua-Neuguinea (Milne-Bucht, 1885)

Bei den weltweit 1300 erfassten ethnischen Gruppen und indigenen Völkern finden sich vier Gruppen von Residenzregeln, unterschieden danach, wo ein Ehepaar nach seiner Heirat den ehelichen Wohnsitz einrichtet:
- Ehepaare wohnen beim Ehemann oder seiner Familie
- Ehepaare wohnen bei der Ehefrau oder ihrer Familie
- Ehepaare haben freie Wahl
- Ehepartner wohnen unverändert bei ihrer eigenen Familie

### Wohnsitz beim Mann
- Patrilokal („am Ort des Vaters“): Der eheliche Wohnsitz liegt beim Vater des Ehemannes, die Ehefrau muss hinzuziehen.
Virilokal („am Ort des Mannes“): Der eheliche Wohnsitz liegt beim Ehemann, dessen Vater, Familie, Clan oder am Ort seiner Abstammungsgruppe (Lineage), die Ehefrau zieht hinzu. Virilokal wird mit der Bedeutung „mit oder nahe der Familie des Mannes“ dem als missverständlich empfundenen patrilokal vorgezogen.

### Wohnsitz bei der Frau

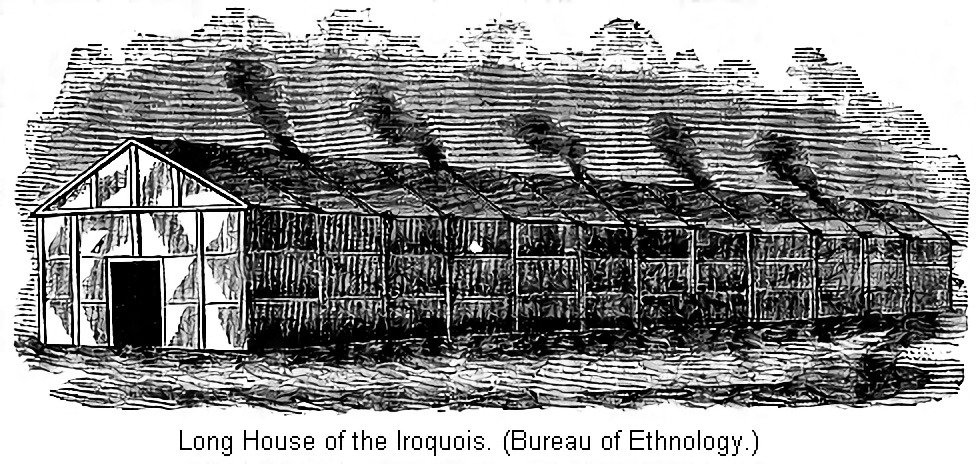
Langhaus der matrilinearen Irokesen, Unterkunft für rund 500 Personen (USA 1885)

- Matrilokal („am Ort der Mutter“): Der eheliche Wohnsitz liegt bei oder nahe der Mutter der Ehefrau, der Mann zieht hinzu.
Uxorilokal („am Ort der Ehefrau“): Der eheliche Wohnsitz liegt bei der Ehefrau, ihrer Mutter, Familie, ihrem Clan oder am Ort ihrer Abstammungsgruppe (Lineage), der Ehemann zieht hinzu. Uxorilokal wird aktuell mit der Bedeutung „mit oder nahe der Familie der Frau“ dem missverständlichen matrilokal vorgezogen.
Avunkulokal („am Ort des Mutterbruders“): Der eheliche Wohnsitz liegt beim Onkel des Ehemannes, beim Bruder seiner Mutter (veraltet auch: Oheim). Avunkulokalität ist nicht direkt mit der sozialen Vaterschaft des Avunkulats verbunden, die besonders bei der nato-lokalen Wohnfolge praktiziert wird.

### Wohnsitz wählbar
- Neolokal (lateinisch „am neuen Ort“) bezeichnet in der Ethnosoziologie eine Wohnfolgeordnung (Residenzregel), bei der ein Ehepaar nach seiner Heirat einen neuen, von den Familien beider Partner unabhängigen Haushalt als Kernfamilie gründet. Das Paar nimmt seinen Wohnsitz an einem Ort, der weder mit dem Geburts- oder Herkunftsort des Ehemannes noch dem der Ehefrau übereinstimmt.[2] Bei neolokaler Wohnfolge können sich keine zusammenwohnenden Abstammungsgruppen wie Lineages oder Clans bilden, oder bereits bestehende Gruppierungen lösen sich langfristig auf. Neolokalität ist besonders in den individualistisch orientierten, hochindustrialisierten westlichen Gesellschaften verbreitet und erweckt dadurch den Eindruck, die „normale“ und weltweit übliche Residenzregel zu sein; hierbei können aber ungünstige wirtschaftliche Situationen dazu führen, dass Ehepaare bei Eltern wohnen. Der Anthropologe George P. Murdock fand 1957 in seiner Stichprobe World Ethnographic Sample nur bei 27 der 565 untersuchten ethnischen Gruppen und indigenen Völkern eine Neolokalität als vorherrschende Wohnsitzregel.[3] Bei ihnen war der soziale Status von Männern und Frauen relativ ausgeglichen. In einigen Fällen wurde der Übergang von Neo- und Bilokalität zu Matri- und Patrilokalität beobachtet, wie auch umgekehrt.[4]
- Bilokal („an beiden Orten“): Diese Regel erlaubt einem Ehepaar, zeitweise mit den Eltern des Ehemannes und zeitweise mit den Eltern der Ehefrau zu wohnen.[5]
- Ambilokal („an einem von beiden Orten“): Das Ehepaar hat die frei Wahl zwischen viri- oder uxori-lokalem Wohnsitz bei den Eltern des einen oder des anderen Ehepartners, entsprechend der persönlichen Vorliebe des Paares oder ausgerichtet am relativen Reichtum und Einfluss der jeweiligen Elternfamilien.[6]

### Wohnsitz unverändert
- Natolokal (lateinisch „am Geburtsort“)  bezeichnet in der Ethnosoziologie eine Wohnfolgeordnung (Residenzregel), bei der beide Ehepartner nach ihrer Heirat in ihrem jeweiligen Geburtshaushalt wohnen bleiben, die Ehe hat dann die Form einer Besuchsehe,[5] bei der zumeist der Ehemann die Ehefrau zeitweilig besucht, manchmal nur über Nacht[7] (siehe Mosuo in China, Khasi in Indien). Beide Ehepartner bleiben nach ihrer Heirat weiterhin bei der eigenen Verwandtschaftsgruppe wohnen (selten langfristig praktiziert[8]). Die Wohnsitze beider Partner bleiben getrennt voneinander, gemeinsame Kinder gehören zur Familie der Ehefrau, oft verbunden mit einem Avunkulat, bei dem der Bruder der Ehefrau die Rolle des sozialen Vaters für die Kinder seiner Schwester übernimmt (er wird ihr Oheim).
- Sambandham (Sanskrit: „verbunden sein, Beziehung“), eine Art Besuchsehe: Eine bis ins 18. Jahrhundert in Südindien praktizierte rituelle Verbindung zwischen Frauen der matrilinear organisierten Nayar-Kriegerkaste und Männern der patrilinearen Nambudiri-Brahmanenkaste, bei dem jeder Partner seinen eigenen Wohnort beibehält.[9]

## Verhältnis von Residenz und unilinearer Deszendenz

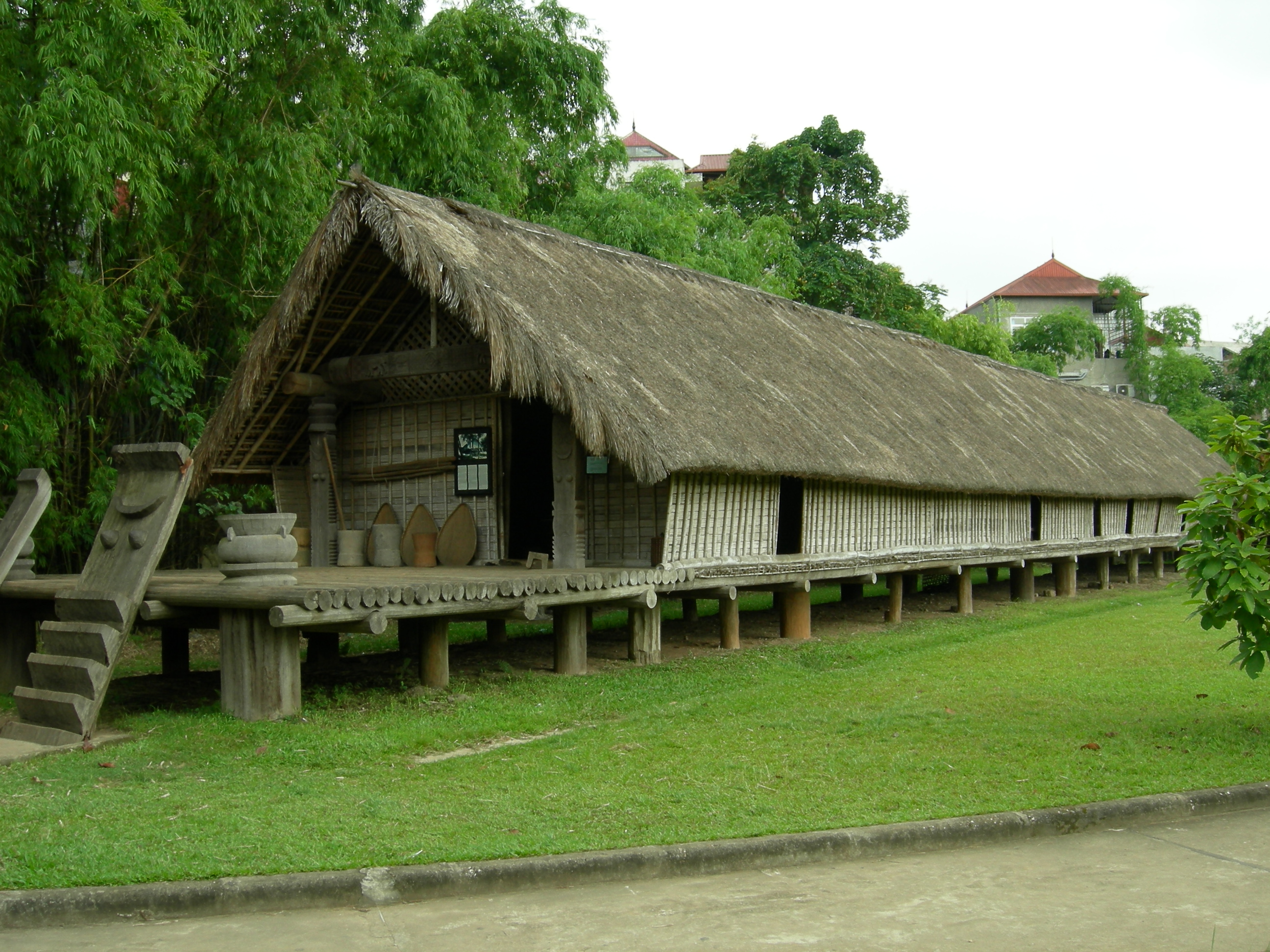
Langhaus der Ê Ðê im Zentralen Hochland (Vietnam 2006)

Auswertungen der Datensätze von rund 1200 Ethnien des Ethnographischen Atlas ergaben folgende Verteilungswerte der Wohnfolgeregeln (Residenz) bei Gesellschaften mit einer patri-linearen oder matri-linearen Abstammungsregel (Deszendenz):
- 46 Prozent aller Ethnien ordnen ihre Abstammung rein patri-linear, nach der Väterlinie (589 Gesellschaften):
00095,6 Prozent wohnen viri/patri-lokal beim Ehemann, dessen Vater, Familie, Abstammungsgruppe (Lineage) oder Clan
00004,2 Prozent wohnen vor allem neo-lokal (Wohnsitz „am neuen Ort“)
00000,2 Prozent wohnt uxori/matri-lokal bei der Ehefrau, ihrer Mutter oder Familie (1 Ethnie)
- 13 Prozent aller Ethnien ordnen ihre Abstammung rein matri-linear, nach der Mütterlinie (164 Gesellschaften):
00037,8 Prozent wohnen avunku-lokal beim Mutterbruder des Ehemannes
00032,3 Prozent wohnen uxori/matri-lokal bei der Ehefrau, ihrer Mutter, Familie, Lineage oder Clan
00018,3 Prozent wohnen viri/patri-lokal beim Ehemann oder seinem Vater
00011,6 Prozent wohnen vor allem nato-lokal (getrennt „am Geburtsort“ verbleibend) oder neo-lokal
- 28 Prozent aller Ethnien leiten sich kognatisch-bilateral von Vätern und Müttern ab, mit unterschiedlichen Wohnfolgen, oft neo-lokal
- 08 Prozent aller Ethnien leiten sich in verschiedenen sozialen Zusammenhängen von Mutter oder Vater ab, mit unterschiedlichen Wohnfolgen
- 05 Prozent uneindeutig oder fehlendes Datenmaterial

Deutlich wird, dass nach der Väterlinie organisierte Völker den ehelichen Wohnsitz fast ausschließlich beim Mann einrichten, während sich bei matrilinearen Völkern alle Möglichkeiten der Residenzwahl finden lassen.
Bezogen auf alle Ethnien weltweit:
- rund 50 Prozent wohnen viri-lokal und sind patri-linear
- rund 03 Prozent wohnen viri-lokal – sind aber matri-linear
- rund 05 Prozent wohnen avunku-lokal und sind matri-linear
- rund 05 Prozent wohnen uxori-lokal und sind matri-linear
- einzig 1 patrilineare Ethnie wohnt uxori-lokal

Ein praktisches Beispiel verdeutlicht Unterschiede (siehe auch das Moiety-Dualsystem):
Das kleine Volk der Ngaing in Papua-Neuguinea folgt einer doppelten, bilinearen Abstammungsregel: In einem Dorf haben die patrilinearen Abstammungsgruppen (Patri-Lineages) eine Tiefe von 3 bis 5 Generationen und bilden Patri-Clans, welche die Grundeinheit der Siedlung ausmachen. Über sie werden die Regeln der Exogamie (wichtig für Heiraten), Landrechte (wichtig für Gartenbau und Jagd) und Ritualrechte (wichtig für Männerkult-Zeremonien) weitergegeben und vererbt. Ähnlich organisiert sind die parallel zu den Männern berechtigten matrilinearen Abstammungsgruppen (Matri-Lineages), die das Totem-Recht auf sich vereinen. Die Gruppen leben im Siedlungsgebiet verstreut, denn sie befolgen die eheliche Wohnfolgeregel der Patri-Lokalität: Der Wohnsitz eines verheirateten Paares wird beim Ehemann eingerichtet, der bei seinem Vater wohnt. Versammlungen zu gemeinsamen Aktivitäten finden nicht statt.